# Boudenib
Boudnib  ou Boudenib  (em árabe: بوذنيب‎) é uma vila e comuna de Marrocos, que faz parte da província de Errachidia e da região de Meknès-Tafilalet. Em 2004 tinha 9 867 habitantes e estimava-se que em 2012 tivesse 11 191.
Situada em pleno deserto do Saara, é uma das poucas localidades entre Errachidia (90 km a oeste) e Bouarfa (180 a nordeste). A fronteira  com a Argélia dista algumas dezenas de quilómetros para sul e leste.